# Amalia (1899)
Amalia är ett svenskt segelfartyg som byggdes 1899 på Vikens varv i Viken. Hon beställdes av Christian Wennerberg på Ven och seglade mellan Ven och fastlandet med tegel och jordbruksprodukter. Hon gick i fraktfart till 1950. Hon byggdes ursprungligen som jakt, men omtacklades 1916 i samband med en förlängning till galeas. Hon motoriserades 1926.
Amalia används idag som skolfartyg och är k-märkt.